# Ходовецкий, Даниель
Даниель Николаус Ходовецкий (также Ходовецки; пол. Daniel Nikolaus Chodowiecki, 16 октября 1726, Данциг — 7 февраля 1801, Берлин) — немецкий художник польского происхождения, представитель академического направления, график и живописец мастер офорта, книжный иллюстратор, один из главных представителей «просветительского реализма», натурализма и сентиментализма в немецком искусстве XVIII века .

## Биография

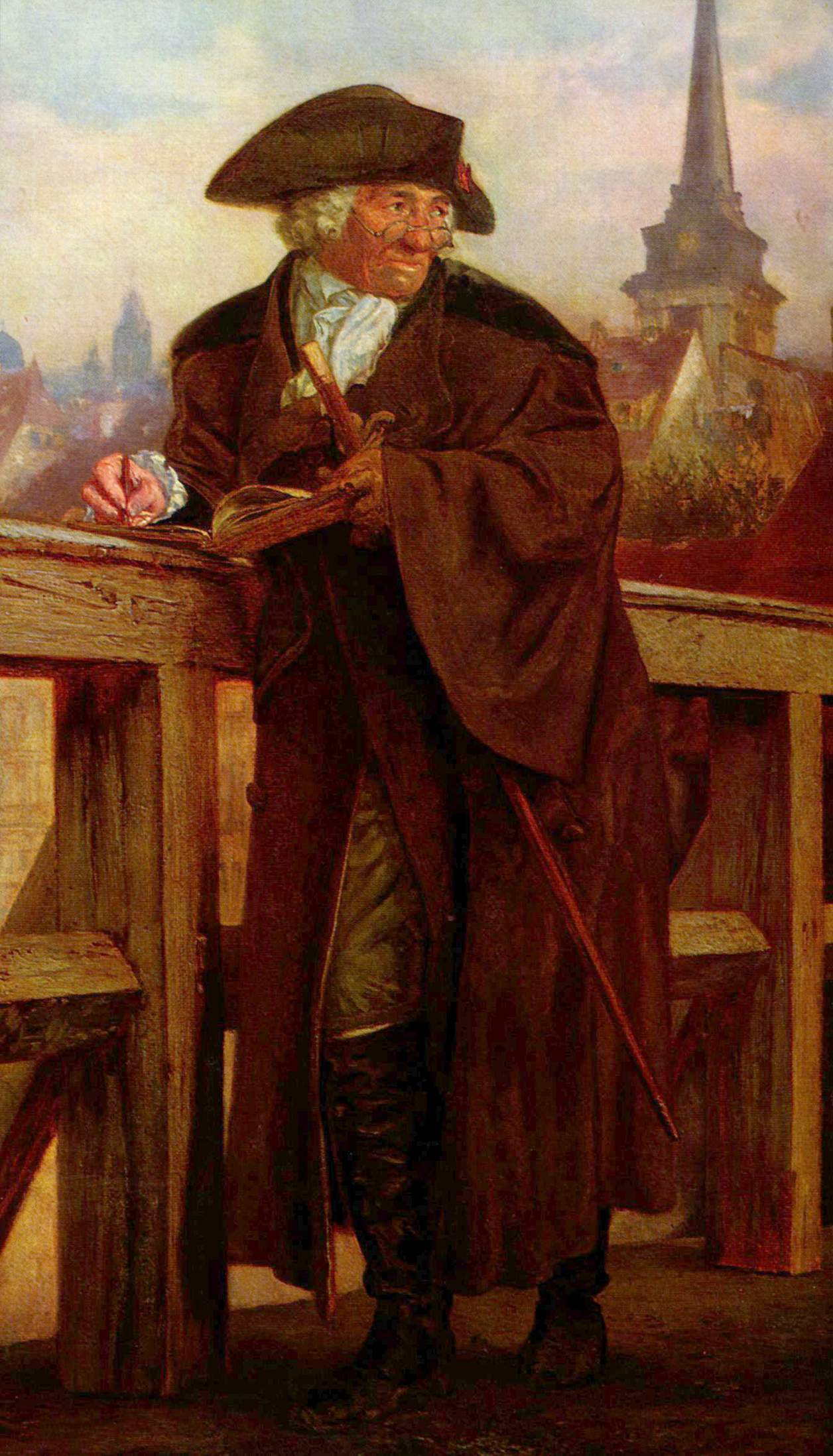
A. фон Менцель. Ходовецкий на мосту Янновиц. 1859. Холст, масло. Музей Георга Шефера, Швайнфурт

Даниель Ходовецкий родился в вольном городе Данциг, в 1726 году. Потомок гугенотов (по линии матери Марии Генриетты Айрер, которая была родом из Швейцарии), переселившихся в Данциг около 1550 года. По словам самого Ходовецкого, его предок по отцовской линии, польский дворянин Бартломей Ходовецкий, жил в XVI веке в Великой Польше, хотя это не подтверждается независимыми источниками. Его дед Кристиан, родившийся в 1655 году, также был купцом в Данциге. Его отец, Готфрид Ходовецкий, был торговцем зерном и происходил из Великой Польши.
Брат Даниеля — художник-миниатюрист Готфрид Ходовецкий (1726—1781). После смерти отца в 1740 году Даниель Ходовецкий стал изучать коммерцию. В 1743 году братья переехали жить к своему дяде Антуану Айреру, владевшему магазином в Берлине. Там Ходовецкий стал делать рисунки бижутерии на продажу. Айрер предоставил братьям возможность получить начальное художественное образование, они обучались живописи на эмали у Иоганна Якоба Хайда из Аугсбурга. С 1754 года братья Ходовецкие стали самостоятельными художниками-миниатюристами и живописцами по эмали.
В 1764 году Даниель Ходовецкий был принят в Берлинскую академию искусств. В 1783 году Ходовецкий был назначен секретарём Академии и стал отвечать за академические выставки. С 1786 по 1789 год был ректором, с 1789 по 1797 год заместителем директора. Он сыграл важную роль в реформе академии 1790 года. С 1797 по 1801 год был директором Академии.
В 1798 году в Берлине Ходовецкий женился на Йоханне Мари (1728—1785), дочери вышивальщика шёлком, гугенота Жана Бареца из Амстердама. Этот брак связал Ходовецкого с французской общиной. Ходовецкий говорил по-немецки и по-французски (поскольку работал во французской общине гугенотов в Берлине), но часто заявлял о своей польской принадлежности и изображал своего сына Исаака Генриха, родившегося в Берлине, в польском шляхетском наряде и с национальной причёской. После раздела Польши Ходовецкий писал Грефину Зольмс-Лаубаху: «Со стороны отца я поляк, потомок храброй нации, которая скоро исчезнет». В письме к польскому астроному Юзефу Ленскому сообщал: «Я почитаю за честь быть настоящим поляком, хотя сейчас живу в Германии».
У Ходовецкого было шесть дочерей и три сына. Вильгельм Ходовецкий стал художником и гравёром, Анри Исаак († 1831) в 1805 году — пастором французской реформатской церкви в Потсдаме. Дочери: Жаннетт (1761—1835), она вышла замуж за французского проповедника-реформатора Жака Папена, Сюзанна (1763—1819) и Генриетта (1770—1880). Жаннетт и Сюзанна стали художницами. Дочь Жаннетты Марианна Гретшель, урождённая Ходовецкая Папен (1794—1870), и её сын Генрих Папен (1786—1839) также были художниками.
Даниель Ходовецкий скончался в возрасте семидесяти четырёх лет в прусской столице. Место своего последнего упокоения нашёл на Французском кладбище. Его захоронение считается «почётной могилой города Берлина» (Ehrengrab der Stadt Berlin). В Берлине-Пренцлауер-Берг его именем названа Ходовецкиштрассе.

## Творчество
Ходовецкий смог добиться успеха в качестве рисовальщика-иллюстратора альманахов и иллюстрированных календарей. Позже его гравюры сделали его известным во всей Европе. Наследие Ходовецкого включает несколько более 2300 офортов, обычно небольших размеров, а также множество рисунков и картин. Его книжные иллюстрации охватывают почти все произведения европейской классики. Ходовецкий иллюстрировал произведения Г. Э. Лессинга, Ж. Ж. Руссо, «Страдания юного Вертера» И. В. Гёте, произведения Клопштока, С. Ричардсона, Л. Стерна, Ф. Шиллера Научные работы Иоганна Бернхарда Базедова, Иоганна Тимофея Гермеса и Кристиана Готтхильфа Зальцмана, или обложки «Детских друзей» Кристиана Феликса Вайссе также оформлены его гравюрами. Его иллюстрации использовали в переводах популярных изданий Оливера Голдсмита, Мигеля де Сервантеса Сааведры и Тобиаса Смоллетта.
Ходовецкий был мастером штрихового офорта. Его живописные произведения менее известны. Кроме того, по его рисункам работали одни из лучших гравёров, офортистов и миниатюристов Германии. Он также писал портреты польской знати, интересовался гугенотской и польской историей, написав несколько картин на эти темы. Его творчество было созвучно духу времени, и многие работы отражают культ чувственности, а затем революционные и немецкие националистические чувства конца века.
Ходовецкому не был чужд сентиментализм. Некоторые его работы выдают подражание Антуану Ватто, — художнику, произведения которого особенно ценили в Берлине в годы фридерицианского рококо, другие отражают идеалы типично немецкой бюргерской культуры. Его гравюры в мельчайших подробностях представляют жизнь буржуазии в период цопфстиля, времени между рококо и неоклассицизмом, который иногда рассматривают в качестве предтечи немецко-австрийского бидермайера. Натурализм и приверженность точному изображению деталей снискали ему популярность у берлинцев.
Даниель Ходовецкий написал книгу — «Путешествие из Берлина в Данциг» («Die Reise von Berlin nach Danzig», 1773) и снабдил её множеством иллюстраций. Он совершил эту поездку верхом и описал свои дорожные впечатления. После этого он совершил ещё одну поездку в Данциг на похороны матери. По пути описывал и зарисовывал свои впечатления от городов и людей в Померании и Пруссии.
В искусстве гравюры Ходовецкому приписывают изобретение «намеренной ремарки» (absichtliche Bemerkung) — небольшого эскиза на офортной доске вне основного изображения. Такие наброски или эскизы композиции Ходовецкий превратил в «опознавательные знаки» для собирателей эстампов.

## Галерея

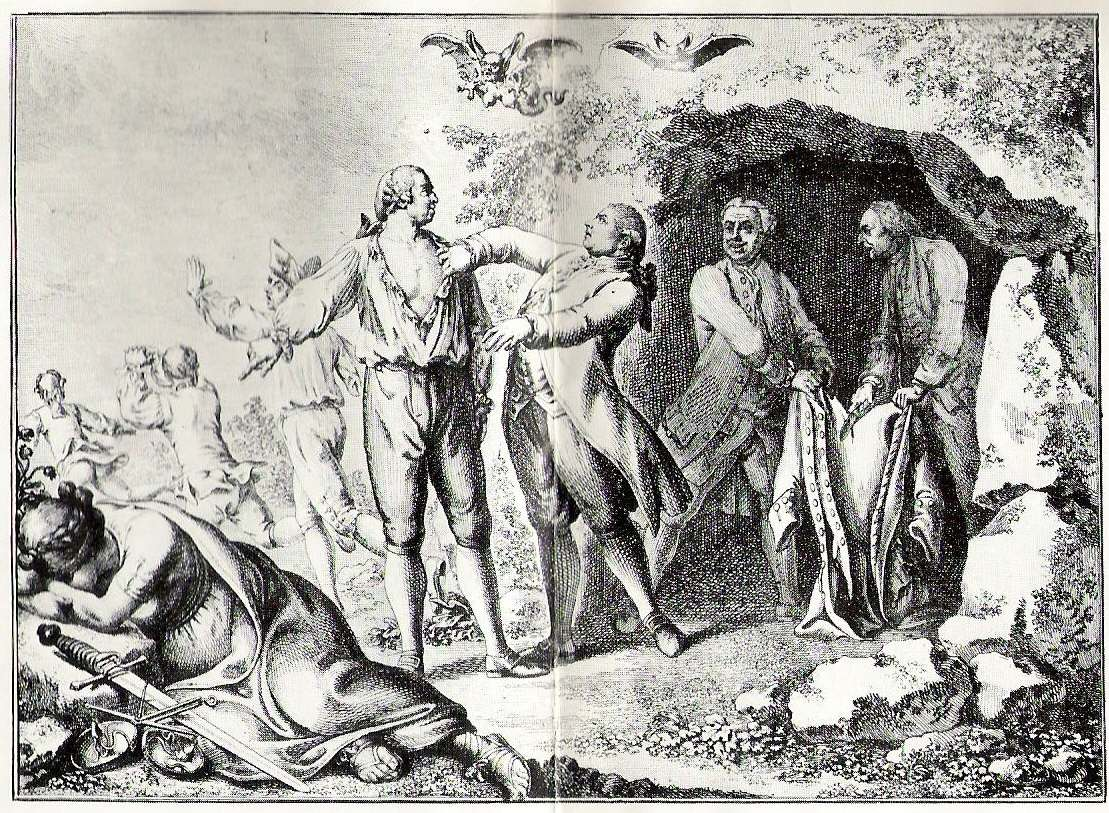
Пиратская печать. Карикатура. 1781. Офорт
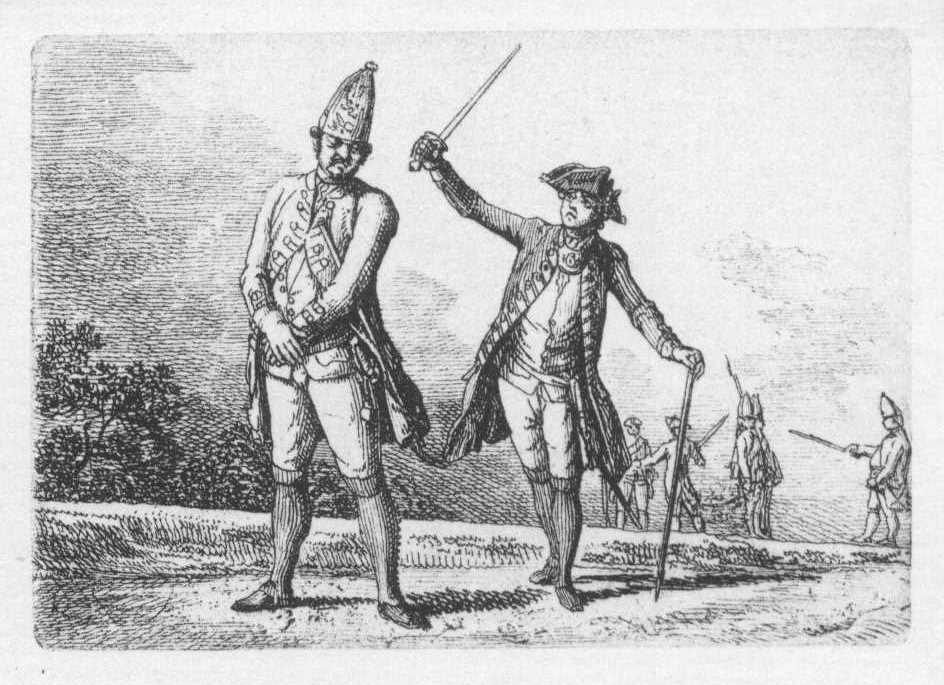
Военные штрафы. Как честный человек терпит побои. Книжная иллюстрация. 1885
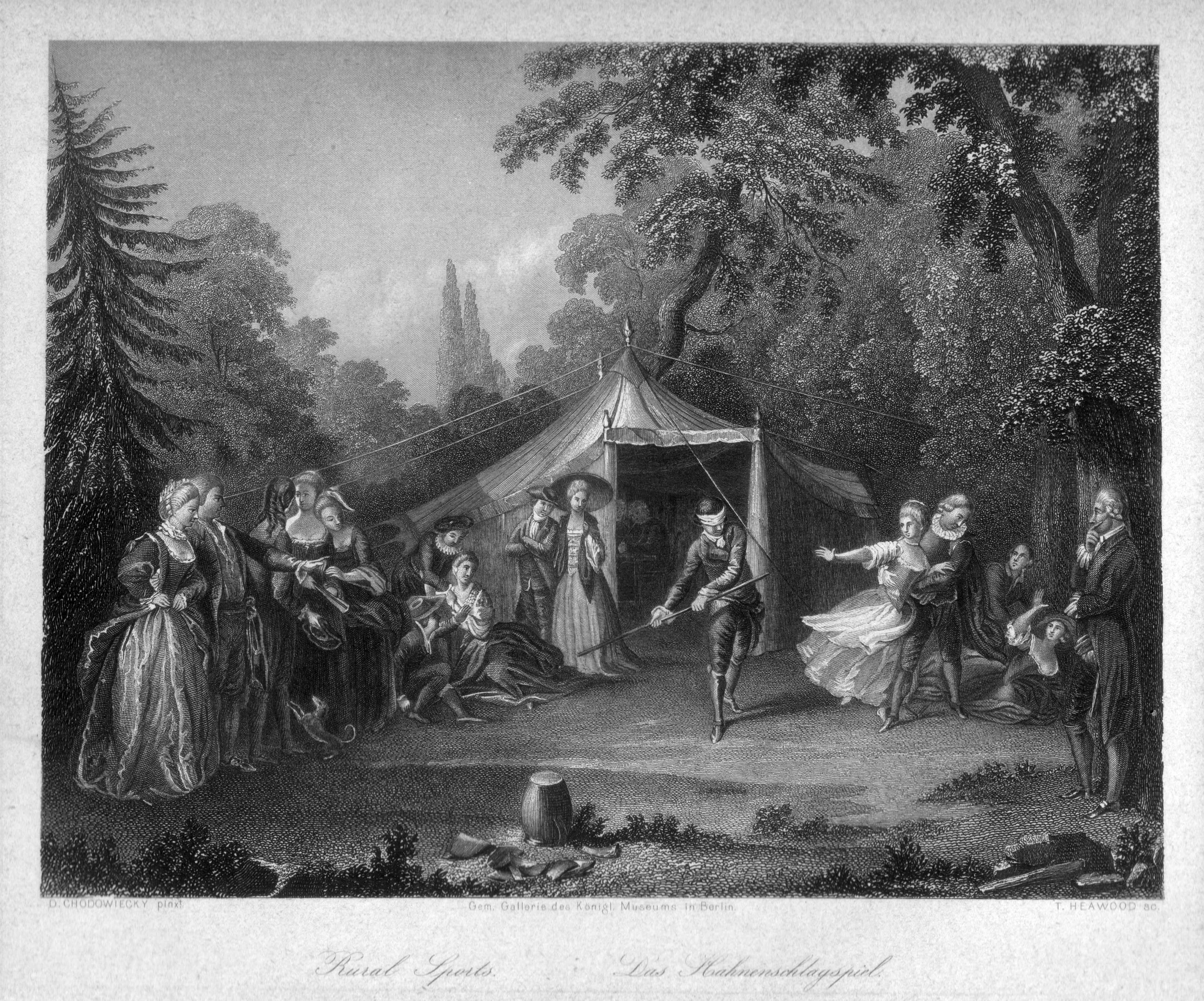
Петушиный бой
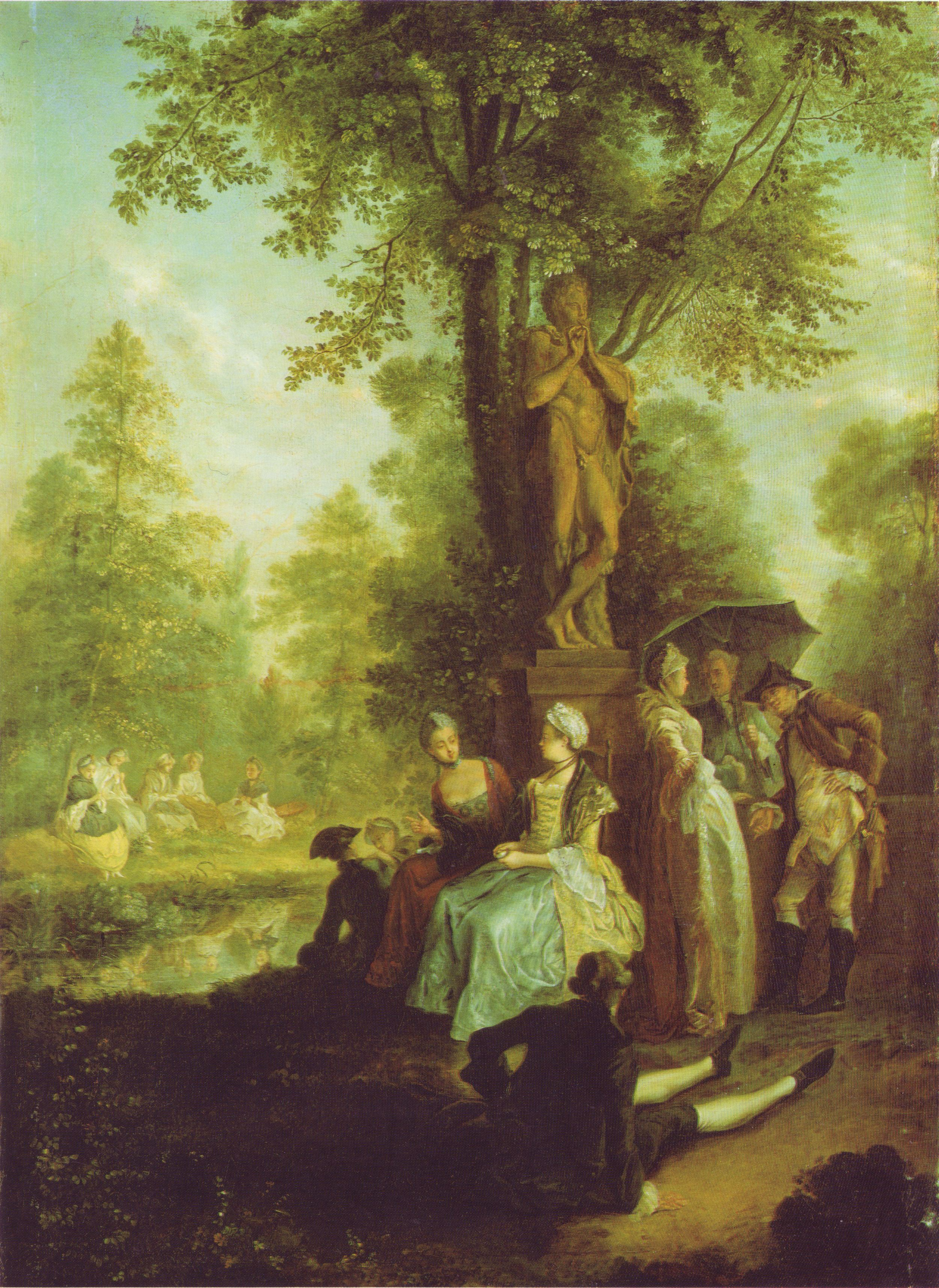
Общество в Тиргартене. 1780. Дерево, масло
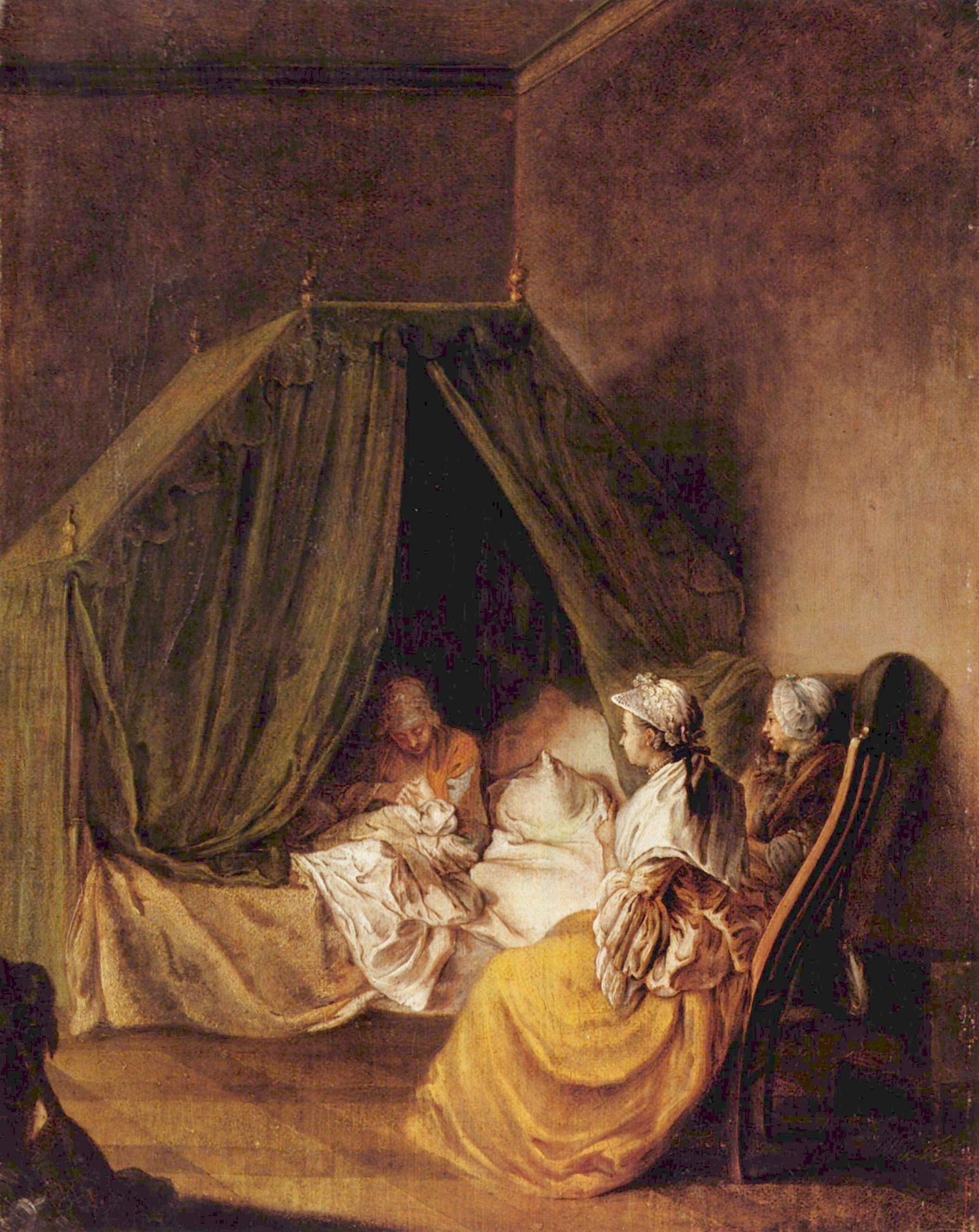
Детская. 1770. Дерево, масло. Берлинская картинная галерея
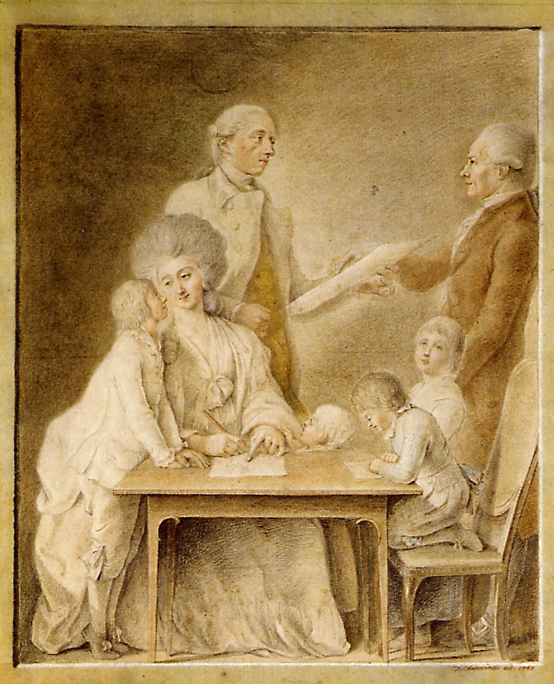
Семья художника Мейера и Д. Ходовецкий. Сангина, пастель
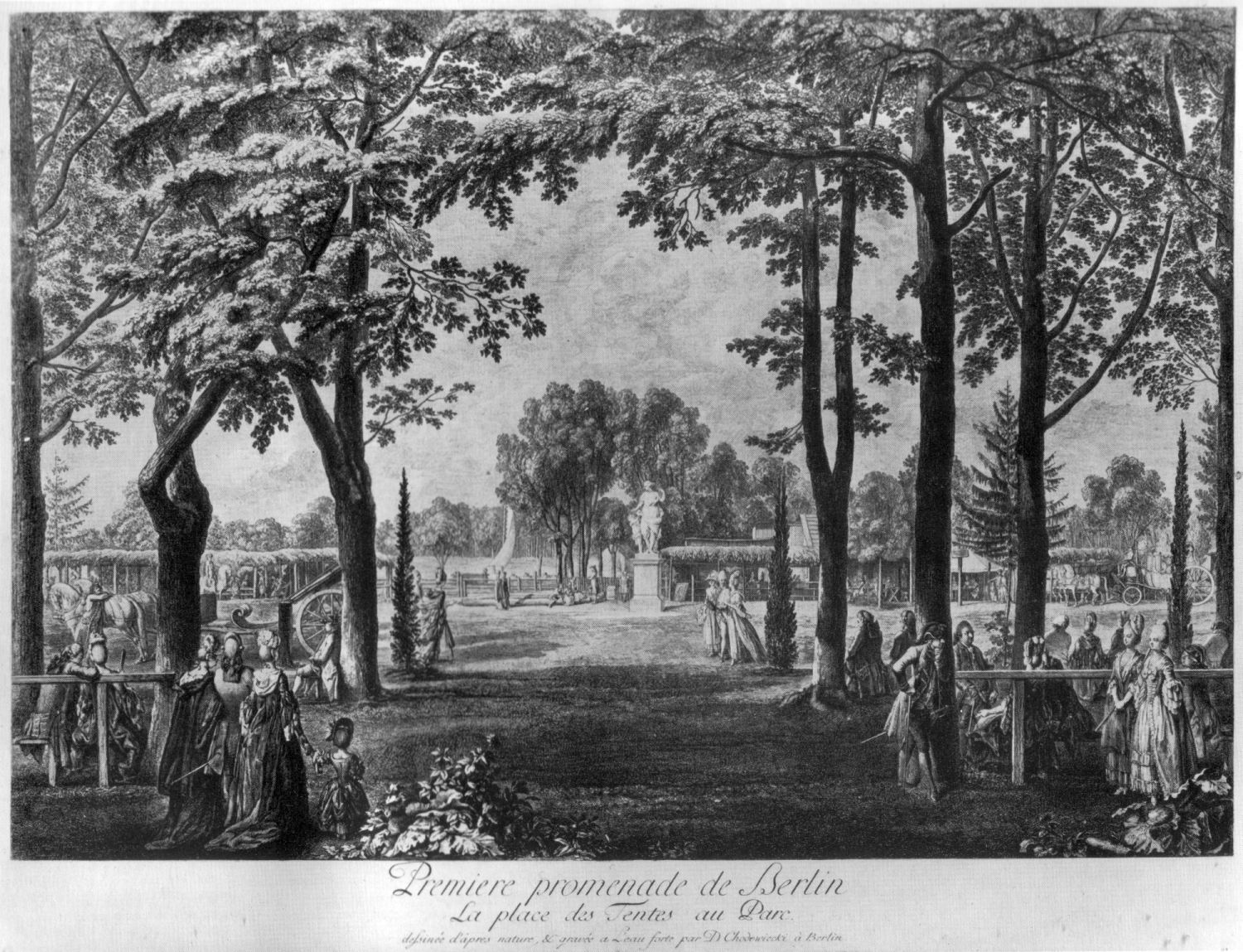
Прогулка в Тиргартене. 1772. Офорт
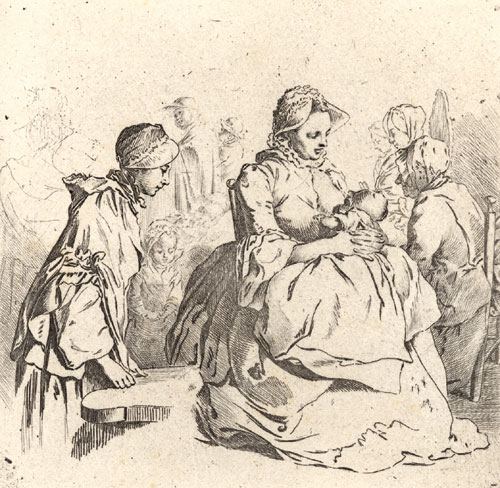
В детской. 1764. Офорт
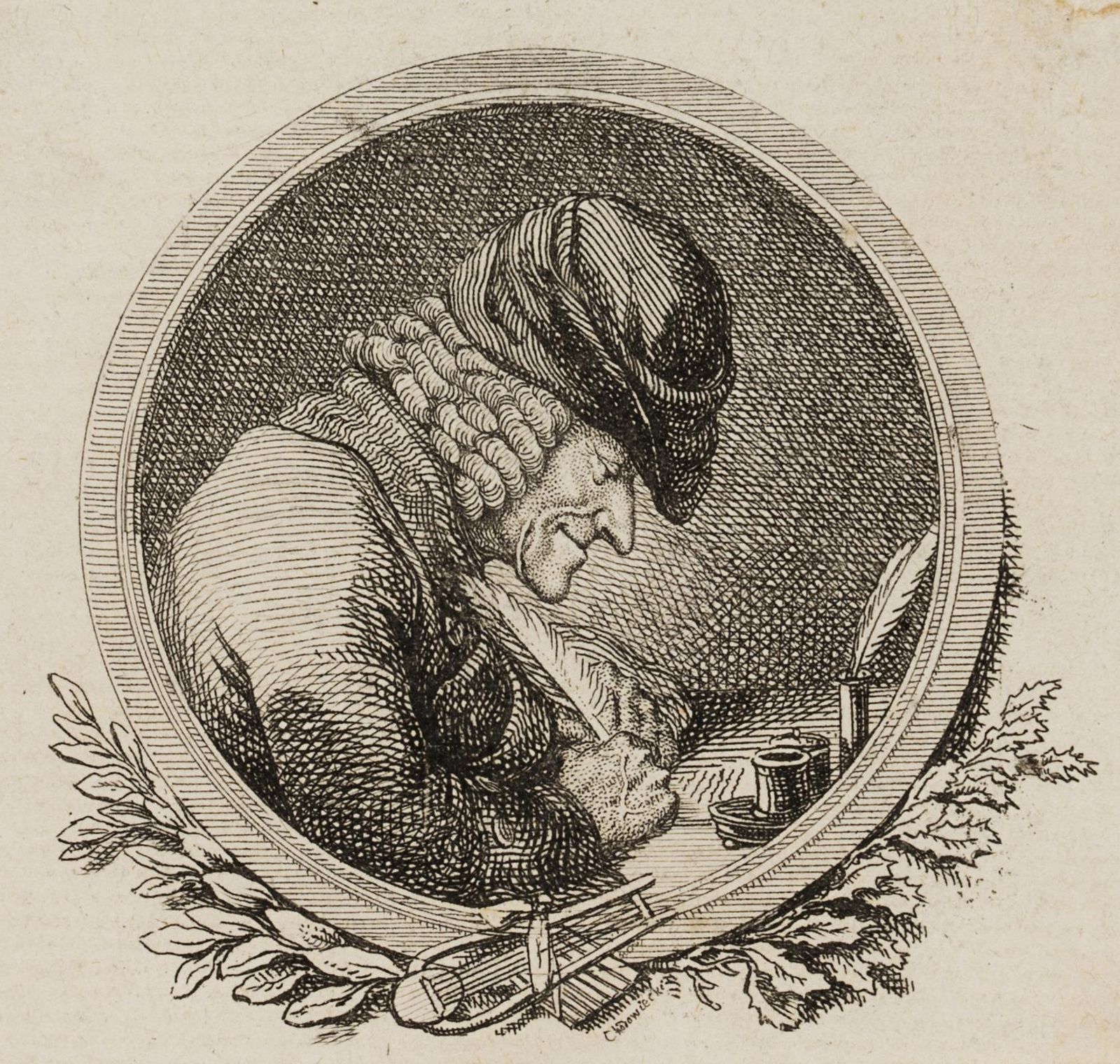
Пишущий Вольтер. 1778. Офорт

## Признание и оценки
Иоганн Вольфганг фон Гёте высоко ценил художника; в статье «Античное и современное» он писал: «Какому любителю искусства не будет приятно обладать удачным рисунком, или репродукцией, или гравюрой нашего Ходовецкого? Здесь видим мы такую непосредственность в изображении знакомой нам природы, что большего и желать невозможно».
В «Поэзии и правде» по поводу пародии Николаи на «Страдания юного Вертера» говорится: «Мы скоро получили в свои руки эту брошюру. Чрезвычайно тонкая виньетка Ходовецкого доставила мне огромное удовольствие, так как я безмерно восхищался этим художником». Иоганн Каспар Лафатер писал в своей работе «Физиогномические фрагменты»: «Совершенно идеальная физиономия наблюдательного, готового, трудолюбивого, остроумного, плодотворного гения-рисовальщика! Даже глаз художника (которого у многих художников, конечно же, нет) кажется портретом художника, который так многого заслуживает от моей работы».
В русской культуре Серебряного века творчество Ходовецкого получило отклик в поэзии М. А. Кузмина:

Наверно, нежный Ходовецкий

Гравировал мои мечты,

И этот сад полунемецкий,

И сельский дом, немного детский,

И барбарисные кусты.